# Mollie Kyle

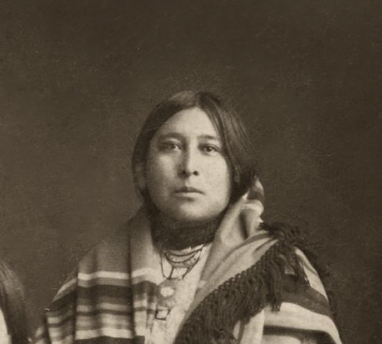
Mollie Kyle (1917)

Mollie Kyle (verheiratete Burkhart und Cobb; * 1. Dezember 1886 in Gray Horse, Osage Nation; † 16. Juni 1937 in Fairfax, Oklahoma) war eine Indianerin, die als Überlebende der Osage-Mordserie bekannt wurde.

## Leben

### Kindheit und Jugend
Mollie Kyle kam 1886 als Tochter von James Cue Kyle und Lizzie Q. Kyle im Indianerterritorium auf dem Gebiet des späteren US-Bundesstaates Oklahoma zur Welt. Sie wuchs in Gray Horse auf und musste eine katholische Schule in Pawhuska besuchen. Sie war zeit ihres Lebens katholischen Glaubens und beherrschte sowohl Englisch als auch die Sprache ihres Stammes. Wie alle Osage-Stammesmitglieder war sie durch die Verpachtung von Land an die Ölindustrie zu Reichtum gelangt, konnte aufgrund bundesweiter Regularien aber nicht selbst darüber verfügen und war auf einen gesetzlichen Vormund angewiesen.

### Osage-Morde

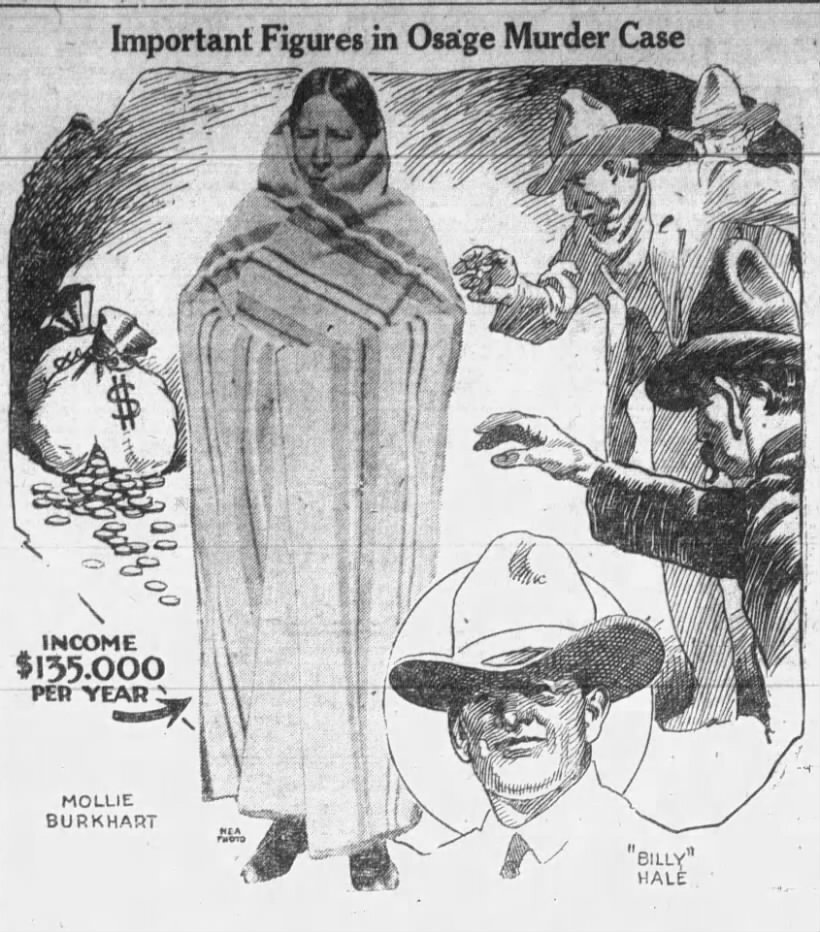
Zeitungsbild mit Mollie Burkhart und William „Billy“ King Hale (1926)

1917 heiratete Kyle den sechs Jahre jüngeren Weißen Ernest Burkhart, einen Neffen des Viehzüchters William King Hale. Das Paar hatte drei Kinder namens Elizabeth, James und Anna. Anna starb im Kindesalter an Keuchhusten. Nach der Hochzeit konspirierten Ernest und sein Onkel mit dem Ziel, Mollies Familie auszulöschen, um an ihr Vermögen zu gelangen. Ihre Schwester Minnie erlag 1918 einer unerwarteten Krankheit, die als „wasting illness“ (vgl. Schwindsucht) bezeichnet wurde. Heute geht man davon aus, dass sie vergiftet wurde. Mollies Schwester Anna Brown wurde im Mai 1921, wenige Wochen vor dem Tod ihrer Mutter, erschossen aufgefunden. Eine weitere Schwester, Reta Smith, starb 1923 bei einer Explosion mit ihrem Ehemann Bill und ihrer Haushälterin. Im selben Jahr wurde ihr Cousin Henry Roan Opfer eines weiteren Mordes. Behördliche Ermittler kamen Ernest Burkhart und William K. Hale schließlich auf die Spur und nahmen sie fest. In der Folge erholte sich die Diabetikerin Mollie von einer „wasting illness“, die ebenfalls das Resultat einer Vergiftung gewesen sein dürfte. Nachdem Ernest seine Rolle in dem Serienmordfall gestanden hatte, ließ sich Mollie 1926 von ihm scheiden.
1928 heiratete sie John Cobb. Drei Jahre später klagte sie erfolgreich das Ende ihrer Bevormundung ein und erlangte damit erstmals in ihrem Leben die Kontrolle über das Familienvermögen. Mollie starb im Juni 1937 im Alter von 50 Jahren und wurde auf dem Greyhorse Indian Village Cemetery nahe ihrem Geburtsort beigesetzt. Sie hinterließ ihren Ehemann und die beiden Kinder aus erster Ehe, Elizabeth und James.

## Rezeption
Die Osage-stämmige Dichterin Elise Paschen verfasste 2009 das Gedicht Wi’-gi-e (Osage für Gebet) aus Sicht von Mollie Burkhart. Es beinhaltet die Phrase „Xtha-cka Zhi-ga Tze-the, the Killer of the Flowers Moon“, die dem Journalisten David Grann als Titelvorlage für sein Sachbuch Killers of the Flower Moon: The Osage Murders and the Birth of the FBI diente. Martin Scorsese verfilmte den Stoff und brachte ihn 2023 unter dem Titel Killers of the Flower Moon in die Kinos. Die indigene Schauspielerin Lily Gladstone wurde für ihre Darstellung der Mollie Kyle/Burkhart für den Oscar als beste Hauptdarstellerin nominiert.